# Amphelictus parvipunctus
Amphelictus parvipunctus là một loài bọ cánh cứng trong họ Cerambycidae.